# Antonio López Torres
Antonio López Torres (Tomelloso, Ciudad Real, 1902 — 1987) foi um pintor espanhol.

## Biografia
Dotado de desenho, começou a pintar muito jovem, combinando essa atividade com o trabalho do campo. Estudou na Escola de Artes e Ofícios de Ciudad Real, e depois na  Escola Real de Belas Artes de San Fernando, em Madri. Embora praticamente a maior parte de sua atividade profissional tenha sido desenvolvida em sua cidade natal.
Quase todas as suas obras estão no museu dedicado a ele em Tomelloso, por desejo expresso dele, que doou suas obras para as pessoas que o viram nascer e morrer. A coleção é composta de mais de cem obras, entre telas e desenhos, nas quais este mestre da pintura realista de La Mancha reflete, melhor do que ninguém, a luz e a paisagem dessas terras; sempre tendo a natureza e o homem como a única e constante fonte de inspiração.
López Torres também cultivou o retrato e as mesinhas, formato em que captou paisagens admiráveis em faixas horizontais, que têm a luz do meio-dia como elemento principal.
Desde a sua juventude, auto estágio, no qual anjo Andrade descobriu, incluem  Auto-Retrato  (1921), cujas obras já está começando a vislumbrar o seu carácter realista e Naif certas nuances. 30s quando a produção começa a sua paisagem, destaque , ' 'Os dois Jackasses Meninos no campo,   Minha avó Juana  e  Paisagem com as crianças . Com o trabalho  Comer melancia  investiga os quarenta anos, fase de maturidade do artista em que  o pastor ,  Boys escolher grama  e  Crianças em Restolho  são o seu trabalhos mais representativos.
Dentro deste museu podemos encontrar várias salas onde veremos os atributos artísticos do pintor de La Mancha, alguns deles inacabados, o que faz até, se possível, dar aquele toque de saudade e grandeza às suas obras. A entrada é gratuita.